# Petar II. od Urgella
Don Petar II. (katalonski Pere II d'Urgell, španjolski Pedro II; 1340. Balaguer, svibanj 1408.) bio je grof Urgella te vikont Àgera, kao i barun Entençe, Alcoleje de Cince i Antillóna.
Otac mu je bio grof Jakov I. od Urgella, sin kralja Alfonsa IV. Aragonskog. Petrova je majka bila Jakovljeva supruga, vikontesa Cecilija I. od Urgella (Cecília), a imao je sestru Izabelu.
Petar je naslijedio svog oca kao maloljetnik, 1348. Cecilija mu je bila regent.
Dao je podići dvorac u Agramuntu te je bio odan svome stricu, kralju Petru IV. Aragonskom.
Dana 22. kolovoza 1363. Petar je oženio Beatricu od Cardone, kći Huga Folcha I. i njegove supruge, Blanke od Empúriesa. Petar i Beatrica nisu imali djece.
Druga supruga grofa Petra, koju je oženio 1375., bila je Margarita od Montferrata; ovo su njihova djeca:
- Jakov II. Nesretni, očev nasljednik
- Tadeo (umro mlad)
- Beatrica (umrla mlada)
- Leonora od Urgella
- Cecilija od Urgella, supruga Bernarda IV. od Cabrere
- Petar
- Ivan, barun Entençe i Antillóna